# Liste der geschützten Landschaftsbestandteile in Ansbach
In Ansbach gab es im März 2024 insgesamt 20 ausgewiesene geschützte Landschaftsbestandteile.

## Geschützte Landschaftsbestandteile
| Bach mit Laubmischwald zwischen Egloffswinden und dem Koderweiher | BW | LB-00992      | Ansbach                   | ⊙ | 2,72 |  |
| Brücklersweiher nördlich des OT Höfen                             | BW | LB-00978      | Ansbach                   | ⊙ | 3,11 |  |
| Dombachweiher                                                     | BW | LB-00979      | Ansbach                   | ⊙ | 3,19 |  |
| Eichen-Damm in Brodswinden                                        | BW | LB-01012 / 19 | Ansbach                   | ⊙ | 0,22 |  |
| Eichenhain an der B 14 bei Obereichenbach                         | BW | LB-00988      | Ansbach                   | ⊙ | 0,28 |  |
| Eichenhain bei Untereichenbach                                    | BW | LB-00982      | Ansbach                   | ⊙ | 2,61 |  |
| Feldgehölz südöstlich von Bernhardswinden                         | BW | LB-01003      | Ansbach                   | ⊙ | 0,41 |  |
| Feuchtflächen bei Mittelbach                                      | BW | LB-00980      | Ansbach                   | ⊙ | 2,61 |  |
| Gehölze und Magerrasen östlich von Steinersdorf                   | BW | LB-01008      | Ansbach                   | ⊙ | 2,94 |  |
| Hecken mit Alteichen bei Kammerforst                              | BW | LB-00996      | Ansbach                   | ⊙ | 0,98 |  |
| Hecken östlich von Dornberg                                       | BW | LB-01007      | Ansbach                   | ⊙ | 0,65 |  |
| Heide an der Gumbertushütte                                       | BW | LB-00975      | Ansbach Zwei Teilflächen: | ⊙ | 0,68 |  |
| Hutungsflächen bei Dombach im Loch                                | BW | LB-01002      | Ansbach Drei Teilflächen: | ⊙ | 3,61 |  |
| Klingenweiher                                                     | BW | LB-00984      | Ansbach                   | ⊙ | 4,47 |  |
| Lindenallee am Weinberg                                           | BW | LB-01076      | Ansbach Zwei Teilflächen: | ⊙ | 0,87 |  |
| Silberweidenallee bei Dornberg                                    | BW | LB-01077      | Ansbach                   | ⊙ | 0,21 |  |
| Tal mit Bachlauf und Teichen südwestlich des Reiterzentrums       | BW | LB-00989      | Ansbach                   | ⊙ | 9,11 |  |
| Teich mit Bachlauf südlich von Bernhardswinden                    | BW | LB-00983      | Ansbach                   | ⊙ | 0,77 |  |
| Wald mit Huteiche bei Obereichenbach                              | BW | LB-00985      | Ansbach                   | ⊙ | 0,24 |  |
| Wald und Halbtrockenrasen nördlich der Rangauklinik Ansbach       | BW | LB-00981      | Ansbach                   | ⊙ | 7,99 |  |
| Legende für Geschützter Landschaftsbestandteil                    |    |               |                           |   |      |  |